# Mississauga
Mississauga – miasto w południowym Ontario, w regionie Peel, w części Golden Horseshoe oraz metropolii Toronto (GTA – Greater Toronto Area). Nazwa Mississauga pochodzi od nazwy plemienia Indiańskiego niegdyś zamieszkującego obecne tereny miasta. Mississauga graniczy od wschodu z Toronto, od północy z Brampton, od zachodu z Oakville i Milton. Południową granicę miasta tworzy wybrzeże jeziora Ontario. Mississauga jest szóstym co do wielkości miastem Kanady. Mississauga jest miastem młodym (prawa miejskie otrzymała w 1974), lecz najdynamiczniej rozwijającym się ośrodkiem miejskim w Kanadzie. W latach 1991–2004 ludność miasta rosła w tempie średnio 4% rocznie. W Mississauga mieszka duża liczba Kanadyjczyków polskiego pochodzenia, większość z emigracji końca XX wieku. Choć często Mississauga traktowana jest jako przedmieścia i „sypialnia” Toronto, ma ona olbrzymią bazę przemysłowa, opartą głównie na niewielkich przedsiębiorstwach, z których wiele działa na rynku wysokich technologii.
Motto miasta: „Duma z naszej przeszłości, wiara w naszą przyszłość” (Pride in our past, Faith in our future)

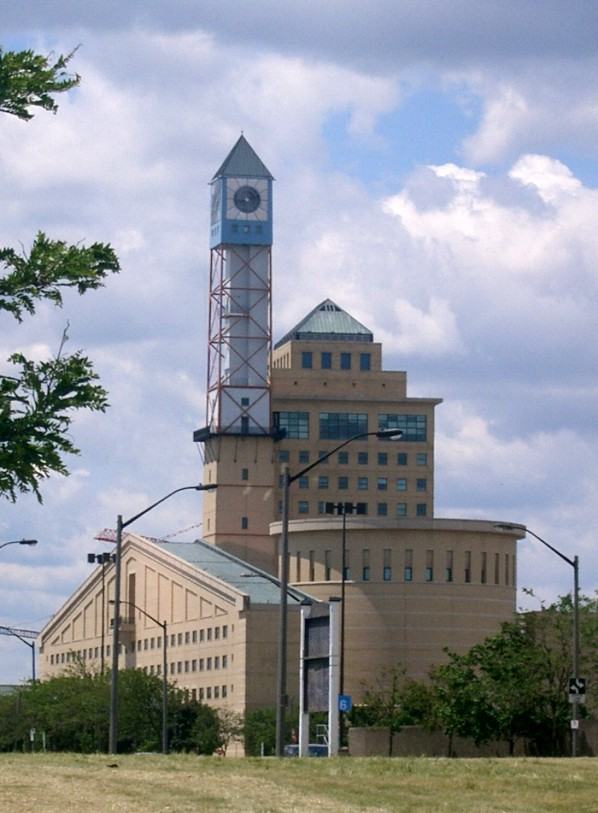
Ratusz miejski

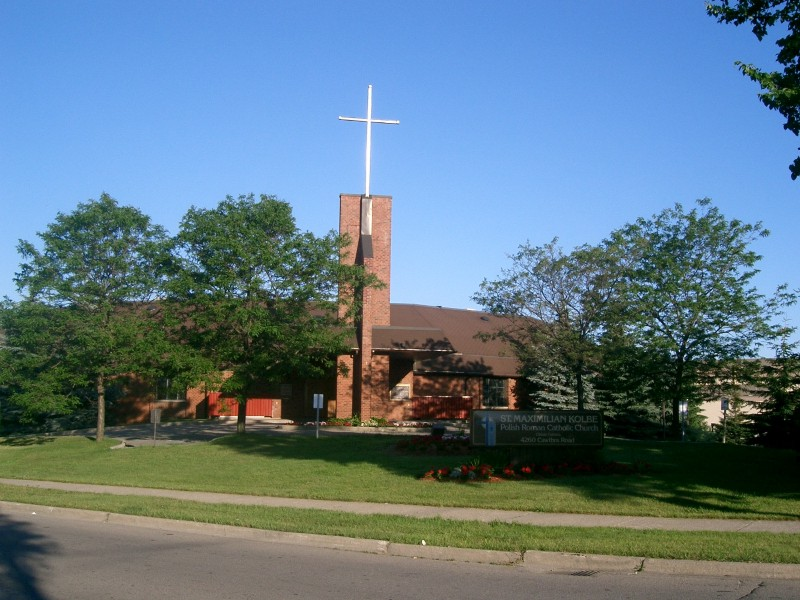
Polski kościół św. Maksymiliana Kolbego

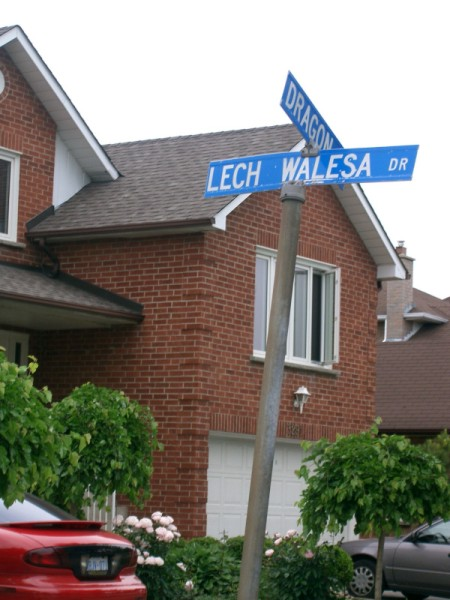
Ulica Lecha Wałęsy w dzielnicy Cooksville

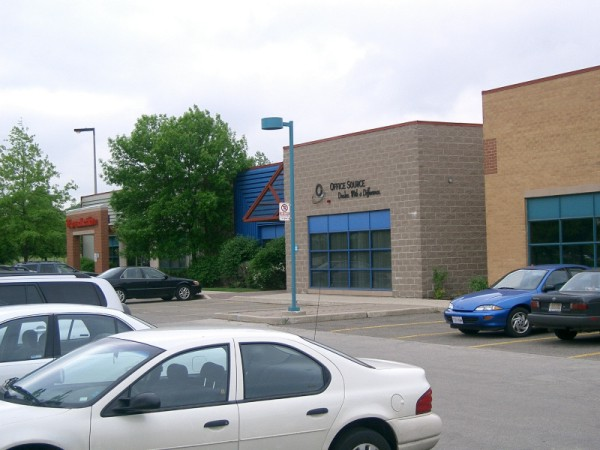
Typowe siedziby drobnego przemysłu (w głębi budynek firmy Trunsduction), której właścicielem jest Stanisław Tymiński)

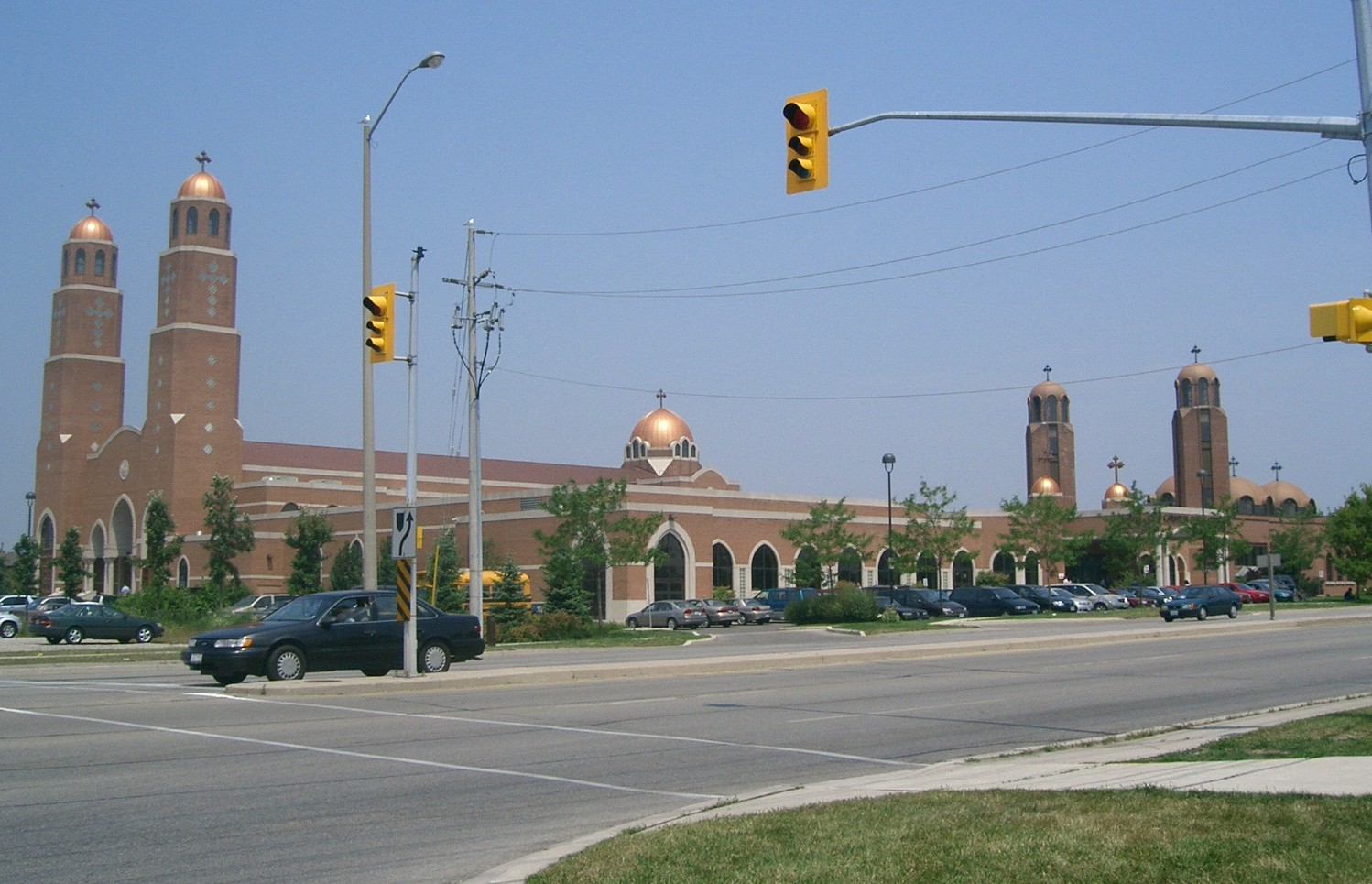
Centrum koptyjskie

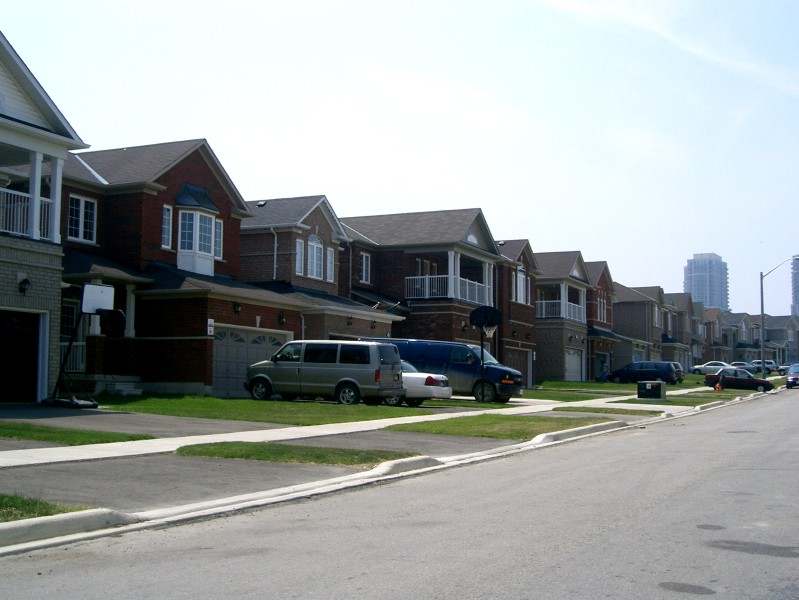
Typowa zabudowa mieszkalna

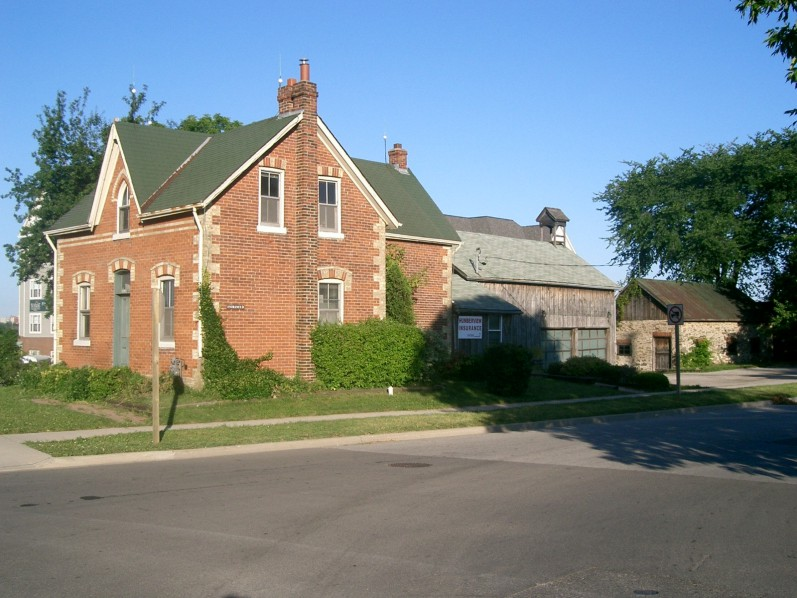
Zabudowania starej farmy zachowane w centrum miasta

## Historia
Zanim na tereny zajmowane współcześnie przez miasto dotarli Europejczycy, zamieszkiwane były one przez Indian blisko związanych z ligą Irokezów. W początkach XVIII wieku plemiona te zostały wyparte przez Indian Mississauga należących do algonkińskiej grupy językowej, oryginalnie wywodzących się z okolic jeziora Huron. Indianie Mississauga weszli w kontakty handlowe z Francuzami z Nowej Francji. W 1805 władze brytyjskie zakupiły od Indian obszar blisko 34 tysiące hektarów, na których współcześnie znajduje się miasto. W 1806 rozpoczęła się akcja osiedleńcza na tych terenach. Z czasem powstało szereg osiedli: Clarkson, Cooksville, Dixie, Erindale, Port Credit, Sheridan i Summerville. Administracyjnie tereny te należały do gminy miejskiej Toronto (Township of Toronto). W 1820 zakupiono kolejne obszary, które dały początek osiedlom Barbertown, Britannia, Burnhamthorpe, Derry West, Elbank, Malton Meadowvale Village, Mount Charles i Streetsville. Z większości tych osiedli utworzono w 1968 gminę miejską Town of Mississauga, która otrzymała prawa miejskie w 1974. Od tego czasu oficjalna nazwa miasta brzmi City of Mississauga. Jeszcze tego samego roku do miasta włączono także Port Credit i Streetsville.

## Geografia
Miasto leży przy wybrzeżu jeziora Ontario. Zajmuje płaską powierzchnię, lekko opadającą w stronę jeziora. Miasto przecina kilka rzek lub większych strumieni, jedna z rzek, Credit River tworzy głęboki wąwóz. Pozostałe strumienie, takie jak Etobicoke Creek, jego dopływ Little Etobicoke Creek, płyną płytkimi wąwozami lub płaskimi okolicami.

## Demografia
Liczba mieszkańców Mississaugi wynosi 668 549. Język angielski jest językiem ojczystym dla 48,6%, francuski dla 1,2% mieszkańców (2006). Według danych ze spisu powszechnego z 2011 roku 4,1% (29 065) mieszkańców Mississaugi uważa polski za swój główny język.

## Religia
Chrześcijaństwo jest główną religią miasta. Spis ludności z 2011 r. wykazał, że 59,9% ludności to chrześcijanie, w tym katolicy stanowią 36,9%, a pozostałe 23,0% należy do różnych grup protestanckich, prawosławnych oraz innych chrześcijańskich. Inne praktykowane religie to islam (11,9%), hinduizm (7,0%) sikhizm (3,4%), buddyzm (2,2%) i judaizm (0,3%). Osoby bez deklarowanej przynależności religijnej stanowią 14,9% populacji.

## Władze miejskie
Na czele władz miejskich stoi burmistrz i dziewięcioosobowa rada miejska. Tak burmistrz, jak i dziewięciu radnych, zdobywających mandaty w swych okręgach wyborczych, wybierani są w powszechnych wyborach i sprawują dwuletnią kadencję. Władze miejskie Mississaugi charakteryzują się wyjątkową stabilnością. Od czasu założenia miasta w 1974 do wyborów w 2014 roku funkcję burmistrza spełniała ta sama osoba, za każdym razem ponownie wybierana – Hazel McCallion. 1 grudnia 2014 na stanowisku burmistrza zastąpiła ją Bonnie Crombie, wcześniej radna miejska i posłanka do parlamentu federalnego. Bonnie Crombie deklaruje polskie pochodzenie. Większość radnych posiada wielokadencyjny staż.

## Gospodarka
W Mississauga stworzono bardzo przyjazny klimat dla rozwoju drobnej i średniej przedsiębiorczości. W mieście działa około 18 tysięcy przedsiębiorstw, z czego duży procent zatrudnia 50 lub mniej pracowników. Głównymi gałęziami przemysłu obecnymi w mieście są przemysł farmaceutyczny, elektroniczny, komputerowy, chemiczny, transportowy i wytwórczy.

## Zabytki, pomniki i inne interesujące miejsca
Mississauga jako bardzo młode miasto posiada niewiele zabytków. W mieście zachowały się nieliczne budynki z XIX wieku. Do najciekawszych należy dawna, jednoizbowa szkoła parafialna, współcześnie udostępniona dla zwiedzających, Benares House i Bradley House, w których znajdują się lokalne muzea. Zachowały się także nieliczne zabudowania starych farm. Dominuje nowoczesne budownictwo, głównie mieszkalne. Do najciekawszych przykładów nowoczesnej architektury należy budynek ratusza miejskiego.

## Szkoły wyższe
W Mississauga mieści się filia Uniwersytetu Toronto tzw. Erindale Campus, w którym studiuje około 6 tysięcy studentów.

## Szpitale
- Trillium Health Centre
- The Credit Valley Hospital

## Sport
- Mississauga IceDogs były klub hokejowy (1998–2007)
- Mississauga St. Michael’s Majors – były klub hokejowy (2007–2012)
- Mississauga Steelheads – były klub hokejowy (od 2012)
- Mississauga Warriors (Ontario Varsity Football League)

## Środki masowego przekazu
Prasa
- Mississauga News

Radio
- Rozgłośnia Z103.5

Telewizja
- The Shopping Channel
- The Weather Network

## Kultura
W Mississauga istnieją następujące instytucje kulturalne:
- Living Art Centre – sala koncertowa
- Opera Mississauga – trupa operowa
- Art Gallery of Mississauga – galeria sztuki
- Barnes Historic House – muzeum
- Bradley House Museum - muzeum
- John Paul II Centre - POLSKIE CENTRUM KULTURY im. Jana Pawła II

## Transport
Przez miasto przebiega kilka istotnych szlaków komunikacyjnych – autostrady 401, 403, 410 i QEW (Queen Elisabeth Way). Dodatkowo sieć ulic zorientowana w kierunkach wschód-zachód, oraz północ-południe zapewnia łatwy dostęp do wszystkich rejonów miasta. Głównymi ulicami są:
- kierunek wschód–zachód: Lakeshore Road, Dundas Street, Burnhamthorpe Road, Eglinton Avenue, Derry Road
- kierunek północ-południe – Dixie Road, Tomken Road, Hurontario Street, Mavis Road, Mississauga Road, Erin Mills Parkway i Winston Churchill Boulevard.

Mimo że ulice te są co najmniej dwupasmowe, miasto bywa zatłoczone, szczególnie w okresie szczytu.
Mississauga posiada swoje własne przedsiębiorstwo komunikacyjne Mississagua Transit, zapewniające gęstą sieć wygodnych połączeń autobusowych. Przez Mississaugę przebiegają także dwie linie szybkiej kolei podmiejskiej GO, łączącej region. Na terenie miasta znajduje się także międzynarodowe lotnisko Port lotniczy Toronto-Lester B. Pearson.

## Mieszkańcy
- Don Cherry – emerytowany hokeista, działacz i komentator sportowy
- Robert J. Sawyer – pisarz literatury fantastycznonaukowej
- Oscar Peterson – muzyk jazzowy
- Tomasz Radzinski – piłkarz reprezentacji Kanady
- Wojtek Wolski – hokeista
- Blake McGrath – tancerz i piosenkarz
- Wojciech Krajewski – społecznik, podróżnik, zasłużony działacz harcerski, wieloletni Prezes Towarzystwa Wychowanków Szarej Siódemki
- Bolesław Orliński (zm. 28 lutego 1992) – polski pilot wojskowy, sportowy i doświadczalny, pułkownik Wojska Polskiego.
- Florian Śmieja – poeta, badacz i tłumacz literatury hiszpańskiej.